# 岩石ひで子
岩石 ひで子（いわいし ひでこ、1949年（昭和24年）1月 - ）は、兵庫県神戸市生まれ。元公立学校教員（地方公務員）でカウンセラー（認定心理士）で著述家。アメリカニューポート国際大学西日本校にて箱庭療法を河合隼雄の直弟子である准教授・玉田毅に師事。38年間の教師としての現場体験を生かし、小児科医・児童精神科医・大学教授らとの連携の元、カウンセリングに当たる。阪神・淡路大震災時と神戸連続児童殺傷事件発生時には、神戸市の教育現場の代表として文部省の「全国心の緊急会議」をはじめ、さまざまな場面で発言したほか阪神・淡路大震災の「ケース」の実践発表が、NHK「クローズアップ現代」で取り上げられる。子ども学研究会、明治大学諸富研究室「気づきと学びの心理学研究会」会員。兵庫県学校厚生会専門相談員、兵庫県学校厚生会の「心の悩み」「教育の悩み」の専門相談員とセミナー講師、全国PHP友の会「素直アドバイザー」などを歴任。ラジオのコメンテイターとしても活躍。「カウンセリング恵」を主宰。離婚後の親権に関しては「共同親権制度」推進の立場を取り、法制化を求めている。

## 人物
1949年、兵庫県神戸市北区淡河町野瀬の小南家に4人兄弟の長女として生まれるが、疫痢を患うなど虚弱児であった。しかし父方、母方ともに初孫だったため両親や親族に可愛がられ育つ。生家は明治5年築の城の様な石垣と広い庭園を持つ旧家で、現在は「神戸の民家」に選定されている。曾祖父、祖父、両親、叔父と同居する大家族だった。ひで子の名付け親でもある曽祖父は、淡河村の村長の弟で小南家に養子に来たが、寺院の総代を長年にわたって務め、1928年（昭和3年）に寺が落雷で焼失した際には再建のために奔走したほか、小南家の北方にある天神社の世話も率先して行うなど信心深く、徳が高いとの評判の人物であり、ひで子もその曽祖父を見習いそういう人物になりたいと思っていたという。祖父はコメの検査員だったが、後にひで子にとって父の存在よりも大きく、身近に感じる存在となる。ひで子の結婚に際しても「夫が佐賀県出身の長男であっても、ひで子を神戸に住ませること」を結婚の条件にするほどだった。母方は医者の家系で、頭脳明晰で人望も厚くいつも級長をしていたという。ひで子自身習字と絵が得意で多くの受賞をしたり、聡明な母から深い愛情に包まれた少女時代を送ったことによって、自尊感情、自己効力感を身につけることができたことが、後の教育者としての原点となったと語っている。
実家のある淡河町は静かな農村地帯であり、塾に通うこともなく夜9時には寝ていた。高校時代に、ある日、古文の先生から「君は、小学校の先生になりなさい。大阪府立女子大に行きなさい」といきなり言われる。これをきっかけに進路について考えるようになる。母は専業主婦であったが、その苦労を目の当たりにし、一生働きたいと考え、大阪教育大学養護教諭養成課程を受験。大学時代には、九州大学出身の小児科医でもあった学長が長期にわたり、よき相談相手であったことがひで子の人格形成に大きな影響を及ぼした。その後、学長とは養護教諭として在職中の神戸市立星和台中学校へ講演を依頼するほどの長い付き合いとなり、父のような存在であったという。ある時、学長はひで子に言った「君は、ど田舎で9時には寝ていたね。ほかの人たちは受験勉強ばかりしていたが、君は違う。伸び切ったゴムのようになっている人が多い中、君ははち切れそうなゴムのようなもの。君にはまだまだ埋もれた能力があります」と。
38年間の教師として小児科医、児童精神科医、大学教授らとの連携による児童、生徒の心身症をはじめとする心のケアを行い 2009年、神戸市立湊川中学校を最後に定年退職。阪神・淡路大震災時に子供らが心に過度のストレスを抱えている現場に遭遇したことをきっかけに、現職時代に心理カウンセラーの資格を取得。「逆境に苦しむ社会人をはじめ、次代を担う若い世代の人生を支援したい」一念から箱庭療法や描画療法を用いたカウンセリングルームを開設。
2010年には、階段から転落し腰椎を圧迫骨折。医師よりは歩行困難となるかもしれないと宣告を受けるほどの重傷であったが奇跡的に回復。病床では、重度の睡眠不足からくる焦燥感を経験したがその際、医師より「睡眠不足でイライラするのは分かります。自分で箱庭を置いてみては？」と言われ、一瞬でイライラ感が消えるのを経験。退院後、石井誠士の『メンタルケア論』の「"病む"ということと"痛み"とは、心と体が一体化したものであり、"痛み"は『自らが痛みつつ、痛みを知覚する』という部分を実感。「痛み」の根源は深いことを覚るとともに、人は一人立って生きられないことを実感する。

## 略歴
- 1949年1月 - 兵庫県神戸市北区淡河町野瀬の小南家に4人兄弟の長女として誕生。
- 大阪教育大学卒業。
- 1971年 - 神戸市の公立学校教員(養護教諭)として採用される。2009年の退職までの38年間を適応障害、不登校などの子供らとその父母らへのヘルスカウンセリングに注力。
- 1985年 - 心身症（特に摂食障害・ヒステリー発作）についての学校保健委員会を開催。
- 1987年 - PTA講演会を開催、「子供の訴えの背後にあるもの」の講師を務める。
- 1988年 - いじめに関する公開学校保健委員会を開催。
- 1995年 - 阪神・淡路大震災発生。PTA講演会を開催、「無条件の愛について」の講師を務める。
- 1996年 - 同年より5年間にわたり、校医、児童精神科医、大学教授らと連携し、全校生の心の実態調査・学校保健委員会を実施。
- 1998年 - 須磨の神戸連続児童殺傷事件を受けて文部省の「全国心の緊急会議」に神戸市の教育現場の代表として出席。「心のケア」に関する公開学校保健委員会を開催。交流分析・描画法を習得し実践。薬物乱用・異性交遊の女生徒らと関わったり、下級生にドライバーを振り回す生徒のケース研究を職員研修として実施する。兵庫県教育委員会の依頼で「学校保健委員会」の具体的実践編を提案。
- 2004年 - 兵庫県教育委員会の依頼により兵庫県代表の講師として阪神・淡路大震災の「ケース」の実践発表を行う。
- 2005年 - アメリカ合衆国ニューポート国際大学にて箱庭療法を河合隼雄の直弟子である西日本校准教授・玉田毅に師事。
- 2007年 - 大学の臨床心理学を受講し、認定心理士資格を取得。
- 2009年 - 3月31日、公立学校教員を定年退職。教育委員会からの委嘱で文部科学省事業のスクールヘルスリーダーを務める。5月、「カウンセリング 恵」を主宰。開業の準備段階より「シンクロニシティ」を経験。教員時代より行っていた箱庭療法、描画療法、コラージュ療法、トラウマのある相談者へは催眠療法などを実践している[10]。
- 2011年 - 山村豪子のペンネームで半生を振り返ったエッセイ集「愛と祈りのメッセージ～あなたは誰と出会いますか～」（自費出版）を刊行[11]。
- 2013年 - 2014年にかけて甲南女子大学国際子ども学研究センターの子ども学研究会会員。本年から2015年まで「兵庫県学校厚生会」の委嘱専門相談員として、兵庫県内の公立学校の教職員の教育および心の相談を担当。また、同厚生会のセミナー講師を委嘱される。
- 2014年 - 弁護士、税理士などとの連携による心のケアを行う。明治大学諸富研究室「気づきと学びの心理学研究会」会員となる。
- 2015年 - 全国PHP友の会「素直アドバイザー」に認定。
- 2016年 - 兵庫県学校厚生会の「教育の悩み」「心の悩み」の専門相談員およびセミナー講師を委嘱される。同年より神戸大学学生のインターンシップを受け入れる。
- 2017年 - アクティブシニアフェアin神戸2017に協賛。箱庭療法などの相談ブースを出す[12]。
- 2018年3月 - ラジオ関西「情熱ラジオ」に3月金曜日のコメンテイターとして5週出演[4]。
- 2019年11月3日から6ヶ月間、ラジオ関西「リーダーの条件」（毎週日曜日18時45分-19時）にコメンテーターとして出演[13]。

（出典:その他はより。）

## 著書
- 『愛と祈りのメッセージ～あなたは誰と出会いますか～』（ペンネームの山村豪子にて）[11]
- 平成21年度『神戸市養護教諭研究の実際』第57号 神戸市養護教諭研究会/神戸市教育委員会発行（共著）
- 『阪神・淡路大震災9周年教育復興の集い』（共著 兵庫県教育委員会発行 平成16年1月16日）

## マスメディア出演
- 2009年 - ラジオ関西（11月より半年間「ラジオチャイム」にて3部作を放送。
- 2011年3月18日 - ラジオ大阪「LOVEラジオ」
- 2018年3月 - ラジオ関西「情熱ラジオ」に3月金曜日のコメンテイターとして5回出演[4]。
- 2019年11月3日から6ヶ月間、ラジオ関西「リーダーの条件」（毎週日曜日18時45分-19時）にコメンテーターとして出演[14]。

## 対談
- 大仁田厚 - 岩石の元で大仁田が箱庭セラピーを体験。現状と潜在意識を正しく指摘され、「あまりに的を射ているのでびっくりした」と発言[15]。